# Tom Davis (politik)
Sir Thomas Davis, 11. června 1917 Rarotonga – 23. července 2007 Rarotonga, byl v letech 1978–1983 a 1983 - 1987 dvakrát prvním ministrem (premiérem) Cookových ostrovů.

## Osobní život
Sir Thomas Davis, plným jménem Thomas Robert Alexander Harries Davis, se narodil na ostrově Rarotonga na Cookových ostrovech. Jako první člověk z tohoto souostroví vystudoval na Novém Zélandu medicínu, když roku 1945 získal diplom na Univerzitě Otago v Dunedinu. Na Cookových ostrovech se pak staral o zlepšení zdravotní péče. V roce 1952 odešel na Harvardovu univerzitu do USA, aby svá studia dokončil. Během těchto studií se vydal na dlouhodobou plavbu na malé jachtě po světových oceánech.
Po dokončení studia ve Spojených státech zůstal na ministerstvu výživy, kde vedl výzkumné lékařské práce, mj. pobýval na Aljašce a v Himálaji. Následně pracoval na odborných výzkumech v americké armádě, kde dosáhl významného postavení. Později se podílel na rozvoji vesmírného programu NASA. Po pět let pracoval přímo na Lékařské fakultě Harvardovy univerzity. Ve Spojených státech napsal a vydal čtyři odborné publikace a vyšlo mu asi 80 statí.
V sedmdesátých letech prodělal rakovinu, operace byla úspěšná. V roce 1979 byl oceněn v Německu Řádem za zásluhy, o rok později ho královna Alžběta II. povýšila do šlechtického stavu.
Thomas Davis byl také sportovním činovníkem, vedl národní tým ragby a boxery své země na šampionátu Pacifiku. Společně s manželkou Lydií napsal několik knih, skládal písně, navrhl a zkonstruoval speciální námořní kanoe, pořádal výstavy současného umění, zajímal se o historii a filozofii Polynésie, dělal prognózy o vývoji svých ostrovů v 21. století.
V roce 2005 mu udělila Univerzita Otago čestný titul doktora práv.

## Politická práce
Do politického života své vlasti vstoupil v roce 1971, když založil Demokratickou stranu Cookových ostrovů a o rok později se stal vůdcem politické opozice. Jako první ministr poprvé sloužil od 25. července 1978 do 13. dubna 1983.
Po krátké vládě Geoffrey A. Henryho se do úřadu vrátil 16. listopadu téhož roku a setrval v něm do 29. července 1987. Jeho úřad spadá do období světových ekonomických potíží, a tak je pozoruhodné, že v této době Cookovy ostrovy zvyšují každoročně reálný příjem na hlavu o 10 %. Úřadu se vzdal, ačkoliv Demokratická strana byla nadále u moci. Později sloužil jako vysoký komisař Nového Zélandu.

## Dílo
- Doctor to the Islands, 1954
- Makutu (povídka), 1960
- Island Boy (autobiografie), 1992
- Vaka: Saga of a Polynesian Canoe, 1992